# Fontaines-sur-Grandson
Fontaines-sur-Grandson ist eine politische Gemeinde im Distrikt Jura-Nord vaudois des Kantons Waadt in der Schweiz.

## Geographie
Fontaines-sur-Grandson liegt auf 563 m ü. M., 6 km nördlich der Bezirkshauptstadt Yverdon-les-Bains (Luftlinie). Das Dorf erstreckt sich am Jurasüdfuss, nördlich des Tals des Flusses Arnon.
Die Fläche des 7,9 km² grossen Gemeindegebiets umfasst einen Abschnitt am Jurasüdhang. Der Gemeindeboden erstreckt sich am Jurafuss von der Talniederung des Arnon im Südwesten über das Plateau von Fontaines bis zum Dorfbach von Champagne im Osten. Nach Norden reicht das Gebiet in einem langen schmalen Zipfel auf den Kamm der Antiklinale der Chasseron-Kette. Sie umfasst dabei die Geländemulde von La Calame und einen Teil der Höhe Les Cernets (mit 1475 m ü. M. der höchste Punkt von Fontaines-sur-Grandson). Im Nordosten reicht die Gemeindefläche im Waldgebiet Bois de la Vaux in das Einzugsgebiet des Baches Bied, der zur Areuse fliesst. Die Nordgrenze verläuft auf dem Crêt des Lisières oberhalb von Buttes. Auf der Chasseron-Kette befinden sich ausgedehnte Jurahochweiden mit den typischen mächtigen Fichten, die entweder einzeln oder in Gruppen stehen. Von der Gemeindefläche entfielen 1997 2 % auf Siedlungen, 49 % auf Wald und Gehölze, 48 % auf Landwirtschaft, und etwas weniger als 1 % war unproduktives Land.
Zu Fontaines-sur-Grandson gehören einige Einzelhöfe auf der Chasseron-Kette. Die Nachbargemeinden von Fontaines-sur-Grandson sind im Nordnordwesten eine Exklave von Fiez, im Nordwesten Bullet, im Westen Grandevent, im Südwesten Novalles, im Südsüdwesten Giez, im Süden Fiez, im Südosten Champagne, im Osten Tévenon und im Nordosten Mauborget im Kanton Waadt sowie im Norden Val-de-Travers im Kanton Neuenburg.

## Bevölkerung
Mit 199 Einwohnern (Stand 31. Dezember 2023) gehört Fontaines-sur-Grandson zu den kleinsten Gemeinden des Kantons Waadt. Von den Bewohnern sind 85,6 % französischsprachig, 13,6 % deutschsprachig, und 0,8 % sprechen Russisch (Stand 2000). Die Bevölkerungszahl von Fontaines-sur-Grandson belief sich 1870 auf 250 Einwohner, danach verringerte sie sich durch starke Abwanderung bis 1950 auf 147 Einwohner und ist seither ziemlich stabil.

## Wirtschaft
Fontaines-sur-Grandson war bis in die zweite Hälfte des 20. Jahrhunderts ein hauptsächlich durch die Landwirtschaft geprägtes Dorf. Während am Jurafuss vorwiegend Ackerbau betrieben wird, herrschen auf den Höhen Viehzucht und Milchwirtschaft vor. Daneben gibt es einige Arbeitsplätze im lokalen Kleingewerbe. Viele Erwerbstätige sind Wegpendler, die vor allem in Yverdon arbeiten.

## Verkehr
Die Gemeinde liegt abseits der grösseren Durchgangsstrassen an der Hauptstrasse von Grandson nach Mauborget. Der nächste Anschluss an die Autobahn A5 befindet sich rund 5 km vom Ortskern entfernt. Durch den Postautokurs, der von Yverdon nach Mauborget verkehrt, ist Fontaines-sur-Grandson an das Netz des öffentlichen Verkehrs angebunden.

## Geschichte
Die erste urkundliche Erwähnung des Ortes erfolgte 1011 unter dem Namen Fontanes. Der Ortsname geht auf die zahlreichen Quellen auf dem Gemeindegebiet zurück. Fontaines-sur-Grandson kam 1011 durch Schenkung vom Königreich Hochburgund an das Kloster Romainmôtier. Später hatte das Benediktinerpriorat Saint-Jean-Baptiste in Fontaines-sur-Grandson reichen Grundbesitz. Die weltliche Herrschaft hatten die Herren von Grandson inne. Nach 1476 wurde Grandson eine Vogtei unter der gemeinen Herrschaft von Bern und Freiburg. Erst 1730 wurde der Ort, der vorher zur Gemeinde Fiez gehörte, eine selbständige Gemeinde. Nach dem Zusammenbruch des Ancien Régime gehörte Fontaines-sur-Grandson von 1798 bis 1803 während der Helvetik zum Kanton Léman, der anschliessend mit der Inkraftsetzung der Mediationsverfassung im Kanton Waadt aufging.

## Sehenswürdigkeiten
Im Ortskern von Fontaines-sur-Grandson sind einige Bauernhäuser aus dem 17. bis 19. Jahrhundert erhalten. Der Ort gehört zur Pfarrei Fiez.